# Кусава (территориальный парк)
Территориальный парк Кусава (англ. Kusawa Territorial Park) — парк территории Юкон, Канада, официальное оформление которого планируется завершить в 2010 году. Парк находится на юге Юкона в 110 км от столицы территории города Уайтхорс, на границе с Британской Колумбией. На территории парка расположено озеро Кусава и часть бассейна реки Тахини.
Озеро Кусава, шириной около 2 км, растянулось на 70 км и изобилует песчаными пляжами. Озеро находится на исторической территории индейских общин Кванлин-Дюн, Каркосс — Тагиш и Шампейн и Аишихик. На языке индейцев тлингит Кусава означает «длинное узкое озеро».
Территориальный парк Кусава в настоящее время не подпадает под действие акта о парках и территориях Юкона. Парк Кусава определён в финальном соглашении с индейцами, проживающими на его территории. В 2008 году был создан специальный комитет, разрабатывающий план развития парка, включающий представителей правительства Юкона и трёх индейских общин, проживающих на предполагаемой территории парка. Комитет планирует закончить работу по формированию парка в 2010 году. Согласно первоначальному макету плана планируется прекратить добычу полезных ископаемых на территории парка.